# Steingutfabrik Dallwitz
Die Steingutfabrik Dallwitz befindet sich in Dallwitz, heute Dalovice, Tschechien.
Johann von Schönau hatte 1804 mit Versuchen der Steingutherstellung begonnen, da die Ressourcen seines Gutes Dallwitz in Böhmen und der Umgebung eine Fertigung von Steingut begünstigte. Bei Aich, einem Erbgut derer von Schönau, waren Ton in bedeutender Menge, bei Dallwitz Feldspat entdeckt worden und in der Umgebung genügend Holz und Steinkohle für die Befeuerung der Öfen vorhanden. 1805 wurde die Konzession für die Fabrik erteilt und Benedikt Haßlacher wurde als Direktor angeworben. Es entstand die erste Steingutfabrik im Elbogener Kreis.
Von 1807 bis 1815 war sein Bruder Wenzel von Schönau Mitbesitzer der Fabrik.

## Geschichte

### Kaiserlich königlich privilegierte Steingutfabrik untervon Schönau(1805–1821)
- Zeichen: DD

In Dallwitz wurde Steingut, Tisch- und Kaffeegeschirr mit Dekor und in Weiß hergestellt. Dies war ein Novum in der Elbogener Gegend und konnte sich bald aufgrund seiner Qualität durchsetzen, wodurch sich der Absatzmarkt vergrößerte. 1807 wurde die Landesfabriksbefugnis verliehen und die Fabrik beschäftigte bereits 64 Personen.
1811 wird das Fertigungsspektrum, wie folgt, umschrieben: „man verfertigt [...] Tafelservice und anderes Geschirr; die Verzierungen sind: Feder-Blätterrand, glatt, geschweift, verschieden in schwarzblau, purpurfarb gemalt mit Figuren, Guirlanden, Amphilbien, Landschaften mit und ohne Vergoldung.“
Von Schönau erweiterte das Fertigungsspektrum und die -menge, blieb aber bei der Steingutherstellung.
1814 verließ Haßlacher Dallwitz und gründete eine eigene Steingutfabrik in Alt-Rohlau. Die Umsätze gingen auch bedingt durch den Weggang von Haßlacher zurück.
Um 1818 wurde Albert Landa Direktor der Fabrik, welcher es auch nach dem Tod von Johann von Schönau noch blieb. 1821 ging mit dem Tod von Johann von Schönau der Besitz auf seinen Sohn Wolfgang Julius von Schönau über.

### Kaiserlich königlich privilegierte Porzellan- und Steingutfabrik untervon Schönau(1821–1832)
Dieser entschied, dass das Fertigungsprogramm auf Porzellanerzeugnisse fokussiert werden soll. Hierfür stellte er Brennversuche und Druckversuche an, erhielt 1830 erst die Lizenz für die Porzellanherstellung und 1831 auch die Erlaubnis für eine Druckmaschine. Durch die Erfolge bedingt, versuchte von Schönau junior ab 1830 die Fabrik, wenn möglich gemeinsam mit dem Gut Dallwitz, zu verkaufen.
1826 waren im Elbogener Kreis bereits 12 Porzellan- und Steingutfabriken, alle in privater Hand, entstanden.

### Kaiserlich königlich privilegierte Porzellan- und Steingutfabrik unterWilhelmLorenz(1832–1850)
- Zeichen: W. W. L. DALWITZ oder W. W. L. D.
- Zeichen (1832–1840): DALWITZ
- Zeichen (1840–1850): DALLWITZ

Um 1832 wurde die Fabrik samt Gut an den Landwirt Wilhelm Wenzel Lorenz verkauft. Lorenz modernisierte die Fabrik umfassend und stellte auf Massenproduktion um. Sie besaß mittlerweile auch eine Niederlassung in Wien. Er erarbeitete sich durch die weiterhin gute Qualität einen hervorragenden Ruf und fertigte eine Vielzahl von unterschiedlichen Gütern. 1833 wurde eine Hauptniederlassung in Prag eingerichtet und Wien als Niederlassung aufgegeben. Um 1840 wurde für die Fertigung nun neben Ton aus Aich ebenfalls Ton aus Zedlitz, Tippelsgrün und Putschirn verwendet. 1844 wurde die Dekoration mit Kupferdruck eingeführt. Es waren ca. 100 Personen beschäftigt.

### Steingutfabrik Franz Fischer (1850–1855)
- Zeichen: F. F. D.

1850 verkaufte Lorenz die Fabrik an den Buchhalter der Fabrik Franz Fischer, welcher keinerlei Erfahrung mit der Materie hatte und deswegen 1855 einen erfahrenende Partner mit Franz Urfuß in die Firma einband.

### Steingutfabrik Fischer & Urfuß (1855–1860)
- Zeichen: F&U

Aufgrund von Streitigkeiten verkaufte Fischer 1860 die Fabrik an Urfuß, welcher durch die Zahlung in finanzielle Probleme geriet.

### Steingutfabrik Urfuß (1860–1862)
- Zeichen: U D
- Zeichen: F U oder U DALWITZ oder DALLWITZER FABRIK FRANZ URFUS

Schon nach zwei Jahren waren die finanziellen Probleme so groß, sodass die Firma verkauft werden musste.

### Privilegierte Porzellan- und Steingutfabrik Dallwitz (1862–1871)
Die Fabrik wurde ab Mitte 1862 dem Hauptgläubiger, der Thüringischen Bank in Sondershausen, übertragen. Als Direktor der Fabrik und Vertreter der Bankinteressen war ab 1866 Max Ludloff tätig. Ludloff richtete um 1869 die Maschinen für die fabrikeigene Förderung von Rohkaolin ein und erhielt dafür das Abbaurecht. Im März 1870 brannte der Hauptteil der Fabrik ab und musste neu aufgebaut werden. 1871 wird die Fabrik an die Brüder David und Friedrich von Riedelstein verkaufte.

### Steingutfabrik D.& F. Riedl von Riedelstein (1871–1889)
- Zeichen (1871–1883): R R DALLWITZ (mit Krone)
- Zeichen (1883–1889): R R DALLWITZ (mit Krone und Baumwurzel) in schwarz
- Zeichen (1875–1889): R R DALLWITZ (mit Krone und Baumwurzel) in schwarz und gold

Bis 1872 war Ludloff noch als Direktor tätig. Die Gebrüder von Riedelstein ergänzten das Produktspektrum auf Dekorationsobjekte und Bademöbel. 1873 betrug die Jahreserzeugung im Wert von 350.000 Gulden. 1883 verließ David von Riedelstein die Firma. Friedrich von Riedelstein setzte sich 1889 zur Ruhe und verkaufte die Fabrik.

### Porzellanfabrik Springer & Co., Werk Dallwitz (1889–1891)
Als neuer Besitzer trat das Konsortium Springer & Co. ein, welche auch eine andere Porzellanfabrik in Elbogen besaßen. Unter dem neuen Direktor Ludwig Pröscholdt wurde das Fertigungsprogramm auf Prozellanerzeugnisse fokussiert und zukünftig kein Steingut mehr gefertigt.

### Porzellan-, Steingut und Majolikafabrik Pröscholdt & Co. (1891–1918)
- Zeichen: P & Co

Pröscholdt übernahm mit zwei Partnern die Fabrik 1891 und baute die Fabrik weiter aus. Er reaktivierte auch das bekannte Zeichen DF der Gebrüder von Riedelstein. 1898 kommt es zu einem Mitarbeiterstreik, weil gegebene Zugeständnisse nicht umgesetzt worden sind. Um 1904 waren 500 Personen in der Fabrik angestellt. Im Anschluss wechselte die Fabrik in unterschiedlichen Kombinatsbesitz.

### ÖPIAG – Österreichische Porzellan-Industrie A.G. (1918–1920)
- Zeichen: OEPIAG D. F. Cecho-Slov. oder D. F. Made in Czechoslovakia

### EPIAG – Erste (böhmische) Porzellan-Industrie A.G., Betriebsstätte Dallwitz (1920–1945)
- Zeichen: EPIAG D. F. Czechoslovakia oder D. F. Made in Czechoslovakia

Ursprünglich war der Zusammenschluss der böhmischen Porzellanfabriken zur Vereinigung mit der Wiener Porzellanmanufaktur gedacht. Grundlage des Zusammenschlusses war die Fabrik der Gebrüder Hadinger im Elbogen Kreis.

### Starorolský Porcelán (1945–1958)
1945 erfolgte die Privatisierung der EPIAG-Fabriken unter dem neuen Namen.

### Epiag Lofida – Porcelán CZ s.r.o. (ab 2002)
Die Porzellanherstellung wurde mit ca. 70 Mitarbeitern wieder aufgenommen und ein komplettes Sortiment von keramischen Produkten wird angeboten.

## Ausstellungen und Preise (Auswahl)
- 1835: Ausstellung bei der ersten Allgemeinen österreichischen Gewerbs-Produkten-Ausstellung in Wien mit ehrenvoller Erwähnung[19]
- 1836: Ausstellung von Porzellan und Steingut Tafel- und Kaffee-Service, Tassen und Stummelpfeifen böhmischer Gewerbsprodukte mit bronzene Medaille[9]
- 1845: Ausstellung von Steingut-Tafelservice und zwei Fußbadwannen bei der Allgemeinen österreichischen Gewerbs-Produkten-Ausstellung in Wien mit ehrenvoller Erwähnung[20]
- 1873: Ausstellung bei der Weltausstellung in Wien mit Anerkennungs-Diplom[16]

## Trivia
Johann Wolfgang von Goethe hatte seit 1806 die Fabrik mehrmals besucht. Hier führte er Versuche in den Brennöfen zur Entdeckung der „ursprünglichen Steinart“ durch und kaufte auch Geschirr.